# Radon (Orne)
Radon foi uma comuna francesa na região administrativa da Normandia, no departamento Orne. Estendia-se por uma área de 20 km². Em 2010 a comuna tinha 1 750 habitantes (densidade: 87,5 hab./km²).
Em 1 de janeiro de 2016, passou a formar parte da nova comuna de Écouves.